# Ramonus conifrons
Ramonus conifrons is een hooiwagen uit de superfamilie Gonyleptoidea